# Chakal
Chakal – brazylijska zespół grający thrash metal i death metal. Została założona w 1985 roku w Belo Horizonte, Minas Gerais.

## Muzycy

### Obecny skład zespołu
- Vladimir Korg - śpiew
- Mark - gitara
- Andrevil - gitara
- Giuliano Toniolo - gitara basowa
- Guilherme Wiz - instrumenty perkusyjne

### Byli członkowie zespołu
- Sgôto
- Sérgio
- Destroyer
- Pepeu
- Laranja
- Paulista
- Sérgio C.
- Drews

## Dyskografia

### Albumy studyjne
- Abominable Anno Domini (1987)
- The Man Is His Own Jackal (1990)
- Death is a Lonely Business (1991)
- Deadland / Abominable Anno Domini + Living with the Pigs (2002)
- Demon King (2004)

### EP
- Living with the Pigs (1988)

### Kompilacje
- Warfare Noise Vol.1 (1986) (z grupami Sarcófago, Holocausto i Mutilator)
- The Lost Tapes Of Cogumelo (1990) (z grupami Sepultura, Sarcófago, Overdose, Holocausto i Mutilator)
- Cogumelo Records Compilation (2000) (z grupami Sepultura, Sarcófago, Overdose, Witchhammer, Mutilator, Ratos de Porão, The Mist, Vulcano, Dorsal Atlântica, Sextrash, Eminence i Siegrid Ingrid)